# Monterrubio (Segovia)
Monterrubio es un municipio y localidad de España, perteneciente a la provincia de Segovia y el territorio de la Campiña Segoviana, en la comunidad autónoma de Castilla y León. Aunque está en desuso, tiene categoría de villa al menos desde el siglo XVII.

## Toponimia
Este ha sido siempre su nombre, aunque antiguamente se debió escribir separado, como Monte Rubio.
Rubio significaba antiguamente "rojizo". En este caso la palabra monte tiene significado bosque, no de montaña. Se cree que se refiere a un monte de robles rebollos o bien de quejigos, pues son árboles marcescentes, que en otoño e invierno mantienen las hojas secas, de color rojizo, en las copas. Rubio deriva del latín rubeus, rojizo. El nombre pudo ser traído por repobladores venidos de Monterrubio de la Demanda o, más genéricamente, por riojanos o navarros.
Refuerza esta teoría lo señalado por Hernando Colón (hijo de Cristóbal Colón) en su obra Descripción y Cosmografía de España, cuando describe la situación del bosque en España a comienzos del siglo XVI (en concreto alrededor de 1515-1517) y menciona de manera específica la existencia de grandes bosques de robles en Monterrubio, entre otras zonas de Castilla la Vieja.
Según otras fuentes, al adjetivo “Rubio” podría deberse al color de la flor de la encina, o bien a los tonos rojizos que aportan los granitos y el cuarzo característicos de la composición geológica de la zona.

## Símbolos
El escudo heráldico y la bandera que representan al municipio fueron aprobados oficialmente el 22 de febrero de 2003. El escudo se blasona de la siguiente manera: 

«:Cuartelado, primero, de oro con tres fajas de azur; segundo y tercero, de gules, un acueducto de dos órdenes de plata, mazonado de sable sobre diez peñascos de plata; cuarto, de azur, una llave de oro y otra de plata, puestas en aspa. Al timbre, la Corona Real Española.»
Boletín Oficial de Castilla y León nº 111/2003 de 11 de junio de 2003

La descripción textual de la bandera es la siguiente:

«Fajada de oro, amarillo y azul; y brochante al centro el Escudo Municipal en sus colores.»
Boletín Oficial de Castilla y León nº 111/2003 de 11 de junio de 2003

## Geografía
Al Sudoeste de la provincia de Segovia a 31 km de la capital. Limita al Norte con Marugán y Lastras del Pozo; al Oeste con Villacastín; al Sur con Ituero y Lama y Zarzuela del Monte y al Este con el término municipal de Segovia.

Dentro de su término también se localizan los despoblados de Latras de Lama (antiguamente Lastras de Blasco García o Lastras de Arriba, hoy caserío del mismo nombre y en el que actualmente viven los trabajadores de la misma finca) y el Tobar o San Martín de Hayuela.
| Noroeste: Marugán     | Norte: Marugán                         | Noreste: Lastras del Pozo                            |
| Oeste: Villacastín    |                                        | Este: Lastras del Pozo, Segovia                      |
| Suroeste: Villacastín | Sur: Ituero y Lama, Zarzuela del Monte | Sureste: enclave de El Montecillo (Lastras del Pozo) |

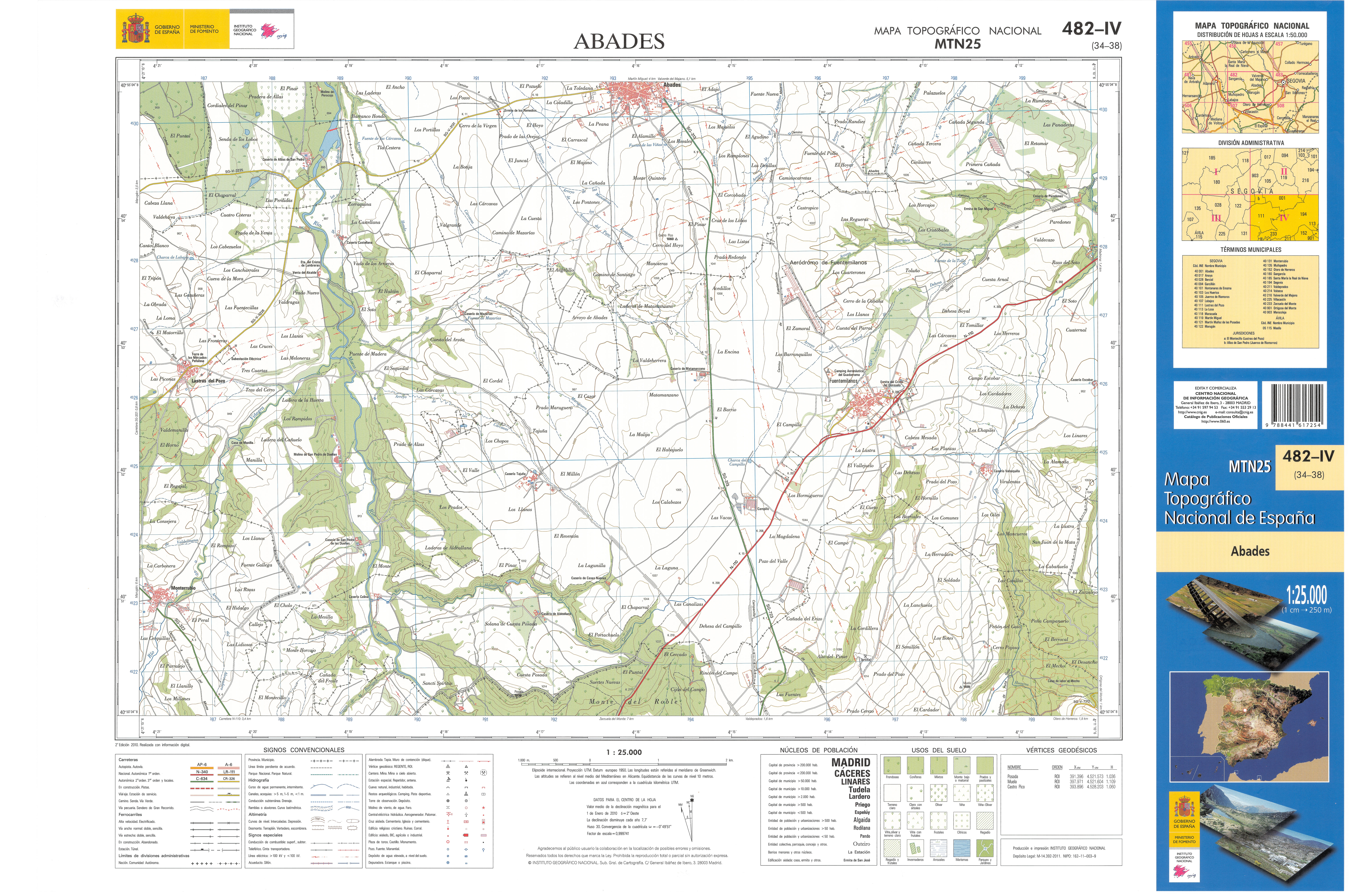
Fragmento de la hoja 482 del Mapa Topográfico Nacional de España de 2010 en el que se representa parte de Monterrubio

En esta zona se alternan cultivos agrícolas con pastizales, pinares, encinares y bosques de ribera. Tanto la cigüeña negra como el águila imperial ibérica que habitan en estos parajes, son especies catalogadas en peligro de extinción.
Por estas condiciones el municipio está declarado como Zona Especial de Protección para las Aves (ZEPA).
Parte del municipio pertenece también al Lugar de Importancia Comunitaria de los valles de Voltoya y Zorita (LIC).
Desde un punto de vista geológico, el rasgo más característico del entorno es el denominado "macizo de Monterrubio", en el que destaca la presencia de una alineación de cuatro cerros alargados, separados entre ellos por arroyos y vaguadas, que se conocen localmente como "Las Cabezas". La singularidad de estos relieves ha hecho que siempre hayan sido símbolos del municipio. Este macizo tiene una culminación bastante plana, sobre la cual se forman incluso pequeñas lagunas temporales, entre la que destaca la singular Charca Hoyuela.

### Comunicaciones
La carretera comarcal SG-322 atraviesa el municipio y conecta a 5 km de Monterrubio con la N-110. En la otra dirección conecta con Marugán y con la carretera SG-V-3226 que conduce a Lastras del Pozo. Una carretera asfaltada conecta Monterrubio con la finca del caserío de San Pedro de las Dueñas o Yeguada Centurión y otra carretera conecta la localidad con el anejo de Lastras de la Lama. Aparte de otras conexiones por carretera hay caminos directos a Zarzuela del Monte e Ituero y Lama.
La estación más cercana de ferrocarril se encuentra a 18 km en Otero de Herreros, en la línea de cercanías que une Madrid con Segovia. Por otra parte la estación de alta velocidad más cercana es la estación de Segovia-Guiomar a 33 km del pueblo.
El aeropuerto de Madrid-Barajas es el más cercano a la localidad y se encuentra a 103 km de distancia.

## Historia
Se desconoce su antigüedad exacta, pero debió ser originariamente poblada por riojanos procedentes de la población llamada Monterrubio de la Demanda (actualmente provincia de Burgos) durante las campañas de reconquista emprendidas por Fernando I (1037-1065) y Alfonso VI (1065-1109).
Las primeras referencias seguras de Monterrubio corresponden a 1162.
En 1481 había en la población 6 pecheros. Entre 1500 y 1505 había 20 vecinos y 6 pecheros, y ya en 1528 la población era de 36 vecinos, lo que supuso un rápido crecimiento en la población. Sin embargo, en el Censo de la Sal de 1631 se reportaban únicamente 14 vecinos y 490 cabezas de ganado
En el censo de 1887 la población era de 333 habitantes.
Su término perteneció a la Comunidad de Villa y Tierra de Segovia dependiente del Sexmo de San Martín. Monterrubio, junto con el despoblado del Tobar o San Martín de Hayuela (2.3 km O 40°51′21″N 4°22′40″O / 40.85583, -4.37778), fue señorío del conde Molina Herrera.
En 1627, Pedro Mexía de Tovar y Velázquez (padre de Antonio de Tovar y Paz y de Pedro Mesía de Tovar y Paz), adquirió Monterrubio, que contaba entonces con 20 vecinos, por 300.000 maravedís. Esta compra se enmarcó dentro del proceso de “ventas de lugares” llevado a cabo durante el reinado de Felipe IV, que formó parte de la reorganización de la Comunidad de Ciudad y Tierra de Segovia. Como consecuencia de esta compra, varias familias nobles salieron de Monterrubio, entre ellas la de los Torres.

## Geografía humana

### Demografía
Cuenta con una población de 56 habitantes (INE 2024).
| Gráfica de evolución demográfica de Monterrubio entre 1842 y 2021                                                     |
| |
| Población de derecho según los censos de población del INE. Población de hecho según los censos de población del INE. |

| 70            | 71 | 70 | 80 | 63 | 68 | 70 | 69 | 66 | 63 | 63 | 61 | 58 | 60 |
| (Fuente: INE) |    |    |    |    |    |    |    |    |    |    |    |    |    |

## Administración y política
| Periodo   | Nombre                     | Partido   |
| --------- | -------------------------- | --------- |
| 1979-1983 | José María Moreno Montalbo | UCD       |
| 1983-1987 | Mariano María Herrero      | AP-PDP-UL |
| 1987-1991 | Alfredo de Frutos Moreno   | AP        |
| 1991-1995 | Alfredo de Frutos Moreno   | PP        |
| 1995-1999 | Enrique Pascual Plaza      | PSOE      |
| 1999-2003 | Enrique Pascual Plaza      | PSOE      |
| 2003-2007 | Juan Luis de Frutos Moreno | PP        |
| 2007-2011 | Juan Luis de Frutos Moreno | PP        |
| 2011-2015 | Juan Luis de Frutos Moreno | PP        |
| 2015-2019 | María Jesús Álvarez Bravo  | PSOE      |
| 2019-2023 | María Jesús Álvarez Bravo  | PSOE      |
| 2023-act. | María Jesús Álvarez Bravo  | PSOE      |

## Monumentos y lugares de interés

### Religiosos

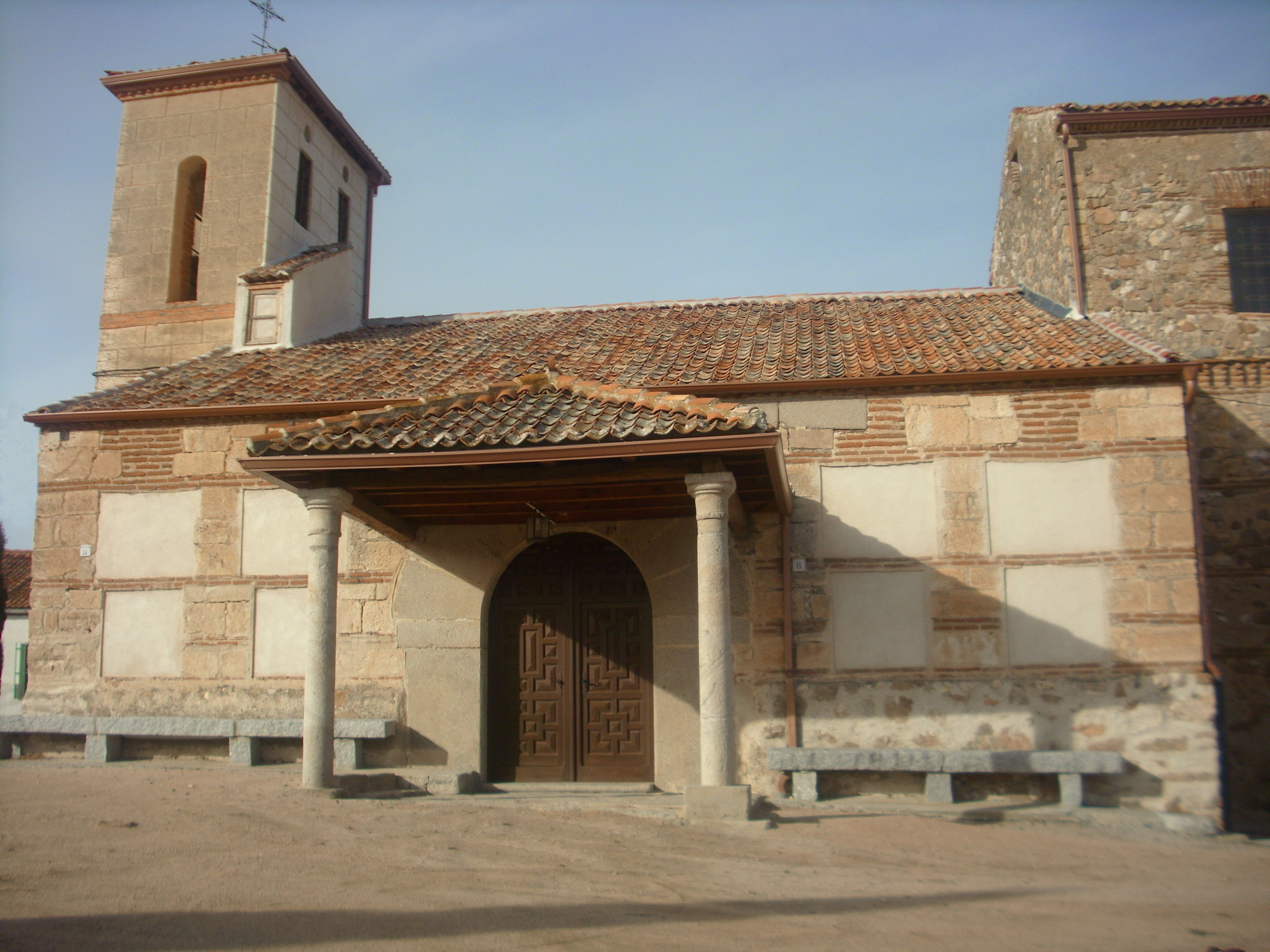
Iglesia parroquial de Monterrubio en honor al Apóstol San Pedro. Está situada al suroeste del pueblo sobre una loma.

- La iglesia parroquial de Monterrubio se dedica al apóstol San Pedro, que en origen fue románica, conservando de esta época su cabecera semicircular de mampostería y ladrillo. La planta se distribuye en dos naves cubiertas con techumbre de madera, menos el presbiterio que se cubre con bóveda de medio cañón. Varios retablos conforman el patrimonio artístico del templo, destacando el mayor que es barroco y que se corona con una pintura al óleo que representa la Asunción de Nuestra Señora a los Cielos y otro neoclásico dedicado a Nuestra Señora de la Paz patrona de la villa.

### Civiles
- Entre los edificios de carácter civil están el antiguo palacio o casona de los Condes de Molina Herrera, en la plaza de Ángela Gómez Aparicio; la casa consistorial, en la plaza de la Villa (antiguo pósito); y varias viviendas que destacan por su antigüedad y su originalidad edilicia.
- Fuera del pueblo se encuentra el despoblado del Tobar que mantiene sólo los muros externos de la llamada casa del Tobar, que sirvió de vivienda durante los s. XIX y XX, para los trabajadores del tejar, que allí se instalaron adaptando lo que fue una iglesia medieval para vivienda privada.
- En el anejo de Lastras de la Lama destaca su palacio que se remonta a la Edad Media.

También hay rutas y recorridos a través del entorno natural de Monterrubio, irrigado por el río Chico (también llamado río Piezga) y también por el pinar de Monterrubio y la zona de la cordillera cercana al pueblo, popularmente llamada Las Cabezas.

## Cultura

### Fiestas
- Las fiestas y la semana cultural en honor a la Virgen de Agosto (15 de agosto) son las fiestas principales del pueblo. Duran aproximadamente 10 días y son muy numerosas las actividades de todo tipo que se realizan. Por las noches las actuaciones se reparten por todo el pueblo. Además hay numerosas peñas a las que pertenecen grupos de amigos, familiares, quintos, etc de todas las edades. Existe la tradición popular de subir a ver amanecer el día de la Virgen a "El Huevo", una roca situada en una de las montañas que rodean la villa. Recibe ese nombre debido a su forma característica. Las fiestas están organizadas por la Asociación Recreativa y Cultural de Monterrubio. Esta asociación también organiza algunas de las otras fiestas y eventos del pueblo.
- El Niño (dos domingos después de Reyes).
- Fiesta de las mujeres o Virgen de la Paz (primer domingo de mayo).
- San Isidro (15 de mayo).
- San Pedro (29 de junio).